# Zhang Zilin
Zhang Zilin (Chino Simplificado: 张梓琳 Chino tradicional: 張梓琳 Pinyin: Zhāng Zǐlín)(nacida el 22 de marzo de 1984 en Shijiazhuang, Hebei), es una modelo y actriz china, consagrada como Miss Mundo 2007. Es la primera Miss Mundo de origen chino.

## Biografía
Zhang nació en Shijiazhuang y luego se trasladó a Pekín, donde asistió a la escuela secundaria entre 1996 y 2002. Más tarde continua sus estudios en la Universidad de Ciencia y Tecnología de Beijing, alcanzado una Licenciatura en Administración de Empresas en 2006. Zhang está trabajando ahora como modelo. 
Zhang siempre ha destacado por su desempeño académico y tuvo grandes logros en sus estudios. Además, Zhang también es una brillante deportista y ha iniciado la formación de Atletismo desde que tenía 8 años de edad.
En 2006, fue elegida como unas de los diez mejores supermodelos profesional durante the Chinese Fashion and Culture Award. En 2007 participó en la Colección Otoño / Invierno de Giorgio Armani en París y más tarde obtuvo el mismo título de «Top Model del Año» por la New Silk Road modeling agency.

## En la música
Zhang también cantó para una banda sonora en los Juegos Olímpicos de Verano de Beijing 2008 y participó en el video musical de la misma canción titulada «Beijing Welcomes You».

## Filmografía
- Ying han 2: Feng pei dao di (2011)
- Badges of Fury (2013)
- The Monkey King (2014)
- The Break-Up Artist (2014)
- Bugs (2014)
- Meet Miss Anxiety (2014)
- Spicy Hot in Love (2016)